# Bruna Bebić
Bruna Bebić (Split, 12. veljače 1964.) je hrvatska kazališna, televizijska i filmska glumica.

## Filmografija

### Televizijske uloge
- "Pogrešan čovjek" kao Biserka Kalember (2018.-2019.)
- "Grudi" kao Anina majka (2018.)
- "Emanuel Vidović" kao Milena Vidović (2015.)
- "Počivali u miru" kao Danica Hreljak (2015.)
- "Tijardović" kao Nila Tijardović (2013.)
- "Larin izbor" kao Blanka Bilić (2011. – 2012.)
- "Novo doba" kao Maca (2002.)
- "Dosije" (1986.)

### Filmske uloge
- "Grudi" kao Anina majka (2019.)
- "Ne gledaj mi u pijat" kao Ivana (2016.)
- "Ministarstvo ljubavi" kao Ruža Plazonja (2016.)
- "Medo mali" kao Bisera (2015.)
- "Oproštaj" kao Carmen (2013.)
- "Kotlovina" kao Lucija (2011.)
- "Vjerujem u anđele" kao časna sestra Ana (2009.)
- "Najveća pogreška Alberta Einsteina" kao Tanja (2006.)
- "Trešeta" kao Milica (2006.)
- "Da mi je biti morski pas" kao Dode Dumanić (1999.)
- "Kanjon opasnih igara" kao Ana Katušić (1998.)
- "Heda Gabler" (1985.)

## Vanjske poveznice
- Bruna Bebić-Tudor u internetskoj bazi filmova IMDb-u (engl.)
- Stranica na KAMO.hr[neaktivna poveznica]